# Koforidua
Koforidua je grad u Gani, glavni grad regije Eastern. Nalazi se 60 km sjeverno od Accre. Važno je trgovačko središte.
Grad su 1875. osnovali pripadnici naroda Ašanti. Koforidua se razvila nakon izgradnje pruge Accra - Kumasi. U početku je bila važan centar proizvodnje kakaa. Danas se uzgajaju i kukuruz, manioka, agrumi, palmino ulje, rajčice, luk te druge kulture.
Prema popisu iz 2000. godine, Koforidua je imala 87.315 stanovnika, čime je bila osmi grad u državi po brojnosti.
U gradu je rođena međunarodno poznata književnica Amma Darko.

## Vanjske poveznice
- Službena stranica  Arhivirana inačica izvorne stranice od 11. veljače 2010. (Wayback Machine) (engl.)

### Ostali projekti
|  | Zajednički poslužitelj ima još gradiva o temi Koforidua |